# 케첩
케첩(ketchup)은 조미료의 한 종류다. 본래 버섯이나 물고기 따위를 소금물에 절이고 허브와 향신료 따위를 첨가한 소스를 일컫는 일반명사였으나, 오늘날 케첩은 일반적으로 토마토를 이용한 토마토 케첩을 가리킨다.
초기 케첩의 주재료로는 블루베리, 앤초비, 굴, 바닷가재, 호두, 강낭콩, 오이, 크랜베리, 레몬, 셀러리, 포도 등이 쓰였다.
토마토 케첩은 토마토, 설탕, 식초로 만든 달콤하고 자극적인 맛의 소스로, 여러 가지 조미료와 향신료가 들어 있다. 향신료의 종류는 다양하지만 일반적으로 양파, 피망, 정향, 마늘, 겨자를 포함한다.
토마토 케첩은 보통 감자튀김, 햄버거, 핫도그, 치킨 텐더, 토스트 샌드위치 등 튀기거나 기름기가 많은 음식의 소스로 가장 많이 사용된다. 또한 다른 소스와 드레싱의 기본 또는 보조 재료로 사용되기도 한다.

## 역사

### 어원
17세기에 중국인들은 절인 물고기와 향신료를 섞은 소스(어장)를 사용해왔으며, 이를 절인 생선류의 즙을 뜻하는 규즙(鮭汁, 한어 병음: guīzhī 구이즈[*], 월병: gwai1 zap1 과이잡[*])이라고 표기하였고, 민난어에서는 꾸에찌압(kôe-chiap) 또는 께찌압(kê-chiap)이라고 불렀다. 이 소스는 18세기 초까지, 말레이 주(현재의 말레이시아와 싱가포르)로 퍼졌으며, 그 곳에서 영국의 식민지 개척자들이 처음으로 맛을 보았다. 말레이어에서는 이 소스를 키찹(kicap) 또는 케찹(kecap, IPA: [kɛt͡ʃap])으로 불렀다. 이 단어는 영단어 "ketchup"으로 변형되었다.

### 버섯 케첩

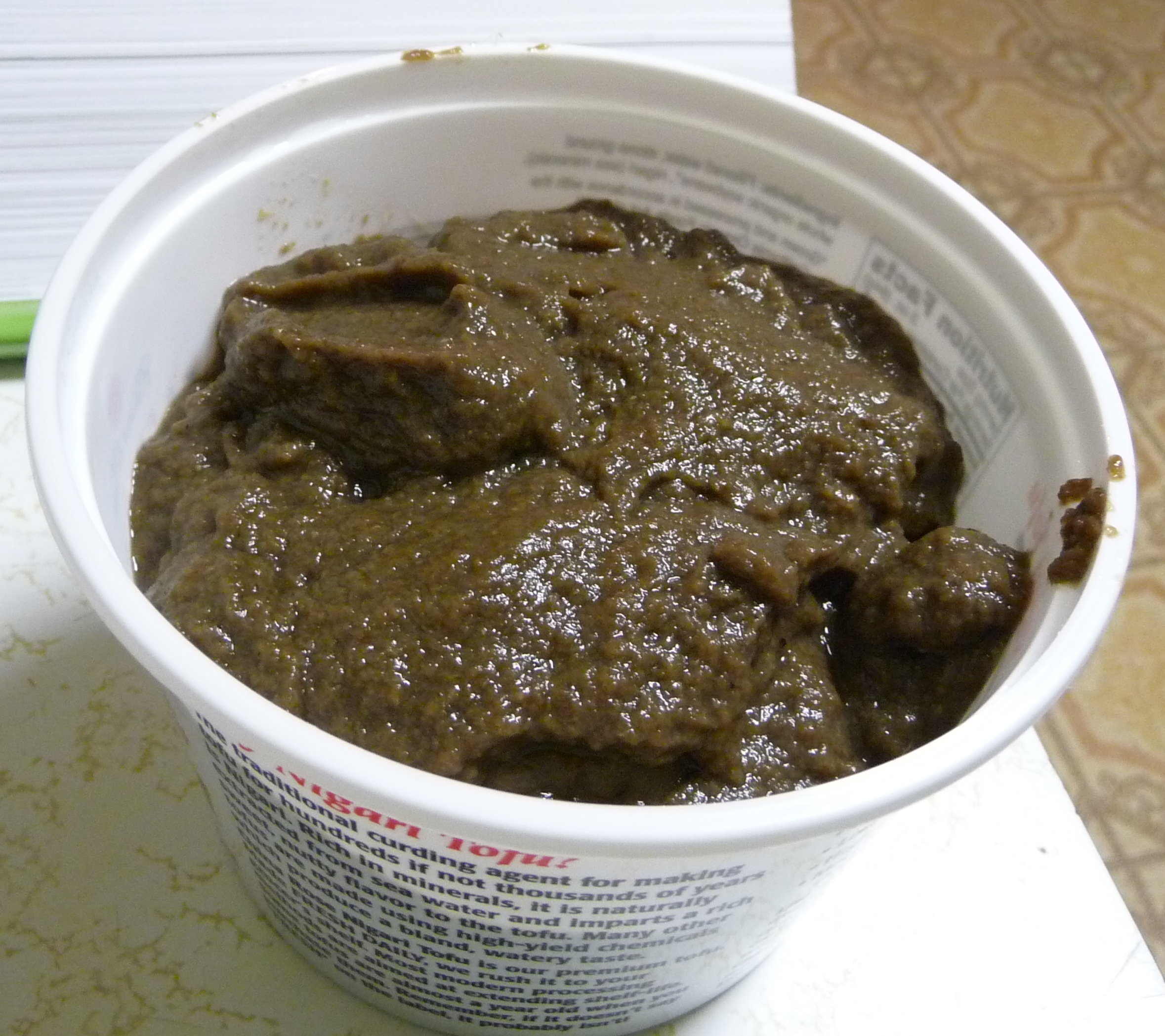
플라스틱통에 담긴 수제 버섯 케첩

영국에서는 케첩을 초기에 토마토가 아닌 버섯을 주재료로 사용했다. 케첩 요리법은 18세기에 영국과 미국의 요리책에 나오기 시작했다. 1742년 런던 요리책에서 소개된 어장은 이미 샬롯과 버섯을 첨가한 매우 영국적인 맛을 띠었다. 버섯은 곧 주재료가 되었고 1750년부터 1850년까지 "ketchup"이라는 단어는 버섯이나 심지어 호두로 만든 약간 어두운 소스를 의미하기 시작했다. 미국에서 버섯 케첩은 적어도 1770년까지 거슬러 올라가며, 13개 식민지의 영국 식민지 개척자들에 의해 만들어졌다. 버섯 케첩은 오늘날에는 일반적으로 사용되는 조미료는 아니지만, 영국에서는 지금도 구할 수 있다.

### 토마토 케첩

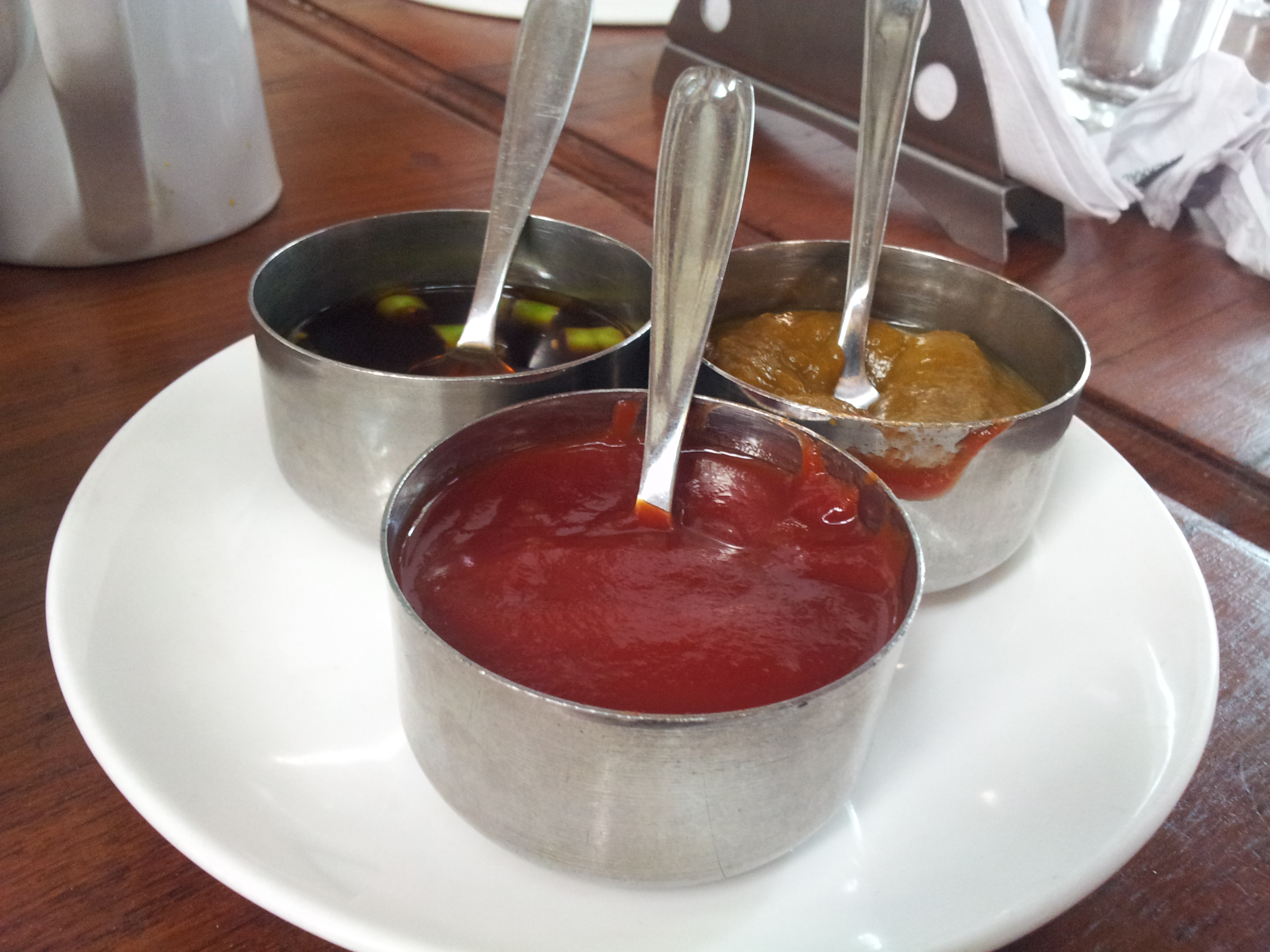
케첩과 다른 재료들의 모습.

많은 종류의 케첩이 만들어졌지만 토마토를 기반으로 한 종류는 다른 종류보다 약 한 세기 뒤에야 나타났다. 1817년에 만들어진 "토마타 캣츠업(Tomata Catsup)"의 초기 요리법에는 여전히 어장의 기반이 되는 멸치가 포함되어 있다.:

1. 완전히 빨갛게 익은 토마토 1갤런 분량을 준비하고, 소금 1파운드로 으깬다.
2. 3일간 보관 후 즙을 짜내어 각 1/4 분량에 멸치 1/4 파운드, 샬롯 2온스, 후춧가루 1온스를 넣는다.
3. 30분 동안 함께 끓인 후 체에 걸러내고 다음 향신료를 넣는다. (올스파이스와 생강 등 종류, 메이스 1/4 온스, 육두구 1/2 온스, 깟씨 1/8 온스, 코치닐 1/8 온스)
4. 모두 함께 찧어낸 후, 20분 동안 부드럽게 끓이고, 천으로 걸러낸다. 식으면 병마다 브랜디 한 잔 분량을 집어넣는다. 이것은 7년 동안 보관할 수 있다.

1850년대 중반에 들어서면서 멸치가 제외되었다.
제임스 메이스는 1812년에 또 다른 조리법을 출판했다. 1824년 《버지니아 주부》(The Virginia Housewife, 토머스 제퍼슨의 사촌 메리 랜돌프가 쓴 영향력 있는 19세기 요리책)에 토마토를 이용한 케첩 레시피가 등장했다. 미국의 요리사들도 19세기에 이 케첩을 사용하기 시작했다.
세기가 진행됨에 따라, 토마토 케첩은 미국에서 인기가 상승하기 시작했다. 케첩은 신선한 토마토가 나오기 훨씬 전부터 인기가 있었다. 사람들은 조리되고 식초와 향신료를 주입하여 고도로 가공된 제품의 일부로서 토마토를 먹는 것을 주저하지 않았다.
토마토 케첩은 농부들에 의해 현지에서 팔렸다. 조나스 예르케스는 토마토 케첩을 병에 담아 판매한 최초의 미국인으로 인정받고 있다. 1837년까지 그는 이 소스를 생산하여 전국적으로 유통시켰다. 그 직후 다른 회사들도 뒤따랐으며, F. & J. 하인즈는 1876년에 토마토 케첩을 출시했다. 하인즈 토마토 케첩은 가정에서 토마토 케첩을 생산하는데 필요한 긴 과정을 암시하는 "어머니와 가족의 다른 여성분들을 위한 축복의 구호!"라는 슬로건으로 광고하였다. 산업용 케첩의 생산과 더 나은 보존의 필요성 때문에 케첩에 설탕량이 크게 증가하였고, 이는 현대인 단맛과 신맛의 공식으로 이어졌다. 오스트레일리아에서 "토마토 소스"에 설탕이 첨가된 것은 19세기 후반이 되어서였고 처음에는 소량으로 첨가되었지만, 오늘날에는 미국 케첩만큼 많이 포함되어 있으며 초리 조리법에서 토마토, 소금, 식초의 비율만 차이가 생겼다.
1913년 웹스터 사전은 'catchup'을 "버섯, 토마토, 호두 등으로 만든 테이블 소스. ['ketchup'으로도 쓰임]"으로 정의했다.
현대의 케첩은 20세기 초, 조미료에 보존제로 소듐벤조에이트을 사용하는 것에 대한 논쟁에서 나왔다. 미국 식품의약국(FDA)의 아버지 하비 W. 와일리가 1906년 순수식품의약품법(Fure Food and Drug Act)에서 금지된 벤조에이트의 안전성에 도전했다. 이에 헨리 J. 하인즈를 비롯한 기업가들도 가세하여 방부제의 필요성을 없앤 대안적인 레시피를 추구했다. 미국 농무부에서 근무했던 마이크로보타니스트(microbotanist) 캐서린 비팅은 1909년 제품의 당분과 식초 함량을 증가시키면 인공 방부제를 사용하지 않아도 변질을 막을 수 있다는 것을 증명하는 연구를 수행했다. 그녀는 남편 아르빌 비팅의 조력을 받았다.
하인즈(및 그의 동료 혁신가들) 이전의 당시 상업용 토마토 케첩은 펙틴 함량이 낮은 덜익은 토마토를 사용했기 때문에 묽고 연했다. 그리고 현대의 케첩보다 식초를 적게 먹었다. 국내 업체인 오뚜기의 토마토케첩의 경우, 잘 익은 토마토를 선별 후에 절임으로써, 변질과 맛의 저하가 줄어들어 벤조이트의 필요성이 없어졌다.

## 용어
소스에 사용되는 용어는 다양하다. "Ketchup"은 미국 영어와 캐나다 영어에서 일반적으로 사용되지만, 남부 주와 멕시코에서는 "catsup"이 일반적으로 사용된다.
"토마토 소스(Tomato sauce)"는 북미 이외의 영어권 국가에서 더 흔하다. 캐나다와 미국에서 "토마토 소스"는 케첩의 동의어가 아니며 토마토로 만들어 파스타와 함께 먹는 소스다.
"레드 소스(Red sauce)"는 웨일스 영어, 스코틀랜드 영어, 얼스터 영어와 블랙 컨트리 같은 영국의 일부 지역, 그리고 남런던에서 브라운 소스(brown sauce)와 대비되는 용어다. 캐나다 영어와 미국 영어에서 "레드 소스"는 파스타 요리와 보통 짝을 이루는 다양한 토마토 소스를 가리키며 케첩과 동의어는 아니다.

## 영양가
다음의 표는 USDA 음식 영양 데이터베이스로부터의 정보를 기반으로 한 비교표이다.
| 영양 (100 그램 당) | 케첩            | 낮은 염분 케첩  | 토마토, 연간  | USDA 일용 살사 소스 | La Victoria Salsa Brava, Hot |
| ------------------ | --------------- | --------------- | ------------- | ------------------- | ---------------------------- |
| 에너지             | 100 kcal 419 kJ | 104 kcal 435 kJ | 18 kcal 75 kJ | 36 kcal 150 kJ      | 40 kcal 170 kJ               |
| 물                 | 68.33 g         | 66.58 g         | 94.50 g       | 89.70 g             | 88.67 g                      |
| 단백질             | 1.74 g          | 1.52 g          | 0.88 g        | 1.50 g              | 1.36 g                       |
| 지방               | 0.49 g          | 0.36 g          | 0.20 g        | 0.20 g              | 1.11 g                       |
| 탄수화물           | 25.78 g         | 27.28g          | 3.92 g        | 7.00 g              | 6.16 g                       |
| 염분               | 1110 mg         | 20 mg           | 5 mg          | 430 mg              | 648 mg                       |
| 비타민 C           | 15.1 mg         | 15.1 mg         | 12.7 mg       | 4 mg                | 7.2 mg                       |
| 리코펜             | 17.0 mg         | 19.0 mg         | 2.6 mg        | n/a                 | n/a                          |

패스트푸드 식당의 케첩 묶음:
| 식당          | 묶음 크기 | 에너지          | 염분   | 탄수 화물 |
| ------------- | --------- | --------------- | ------ | --------- |
| Arby's        | 9 g       | 10 kcal (42 kJ) | 100 mg | 2 g       |
| 버거킹        | 10 g      | 10 kcal (42 kJ) | 127 mg | 3 g       |
| 잭 인 더 박스 | 9 g       | 10 kcal (42 kJ) | 105 mg | 2 g       |
| 맥도날드      | 10 g      | 15 kcal (63 kJ) | 110 mg | 3 g       |

## 같이 보기
- 딥
- 머스터드
- 바나나 케첩
- 커리 케첩
- 케찹
- 토마토 소스
- 토마토 페이스트
- 토마토 퓌레
- 하인즈 토마토 케첩